# M33 (каска)

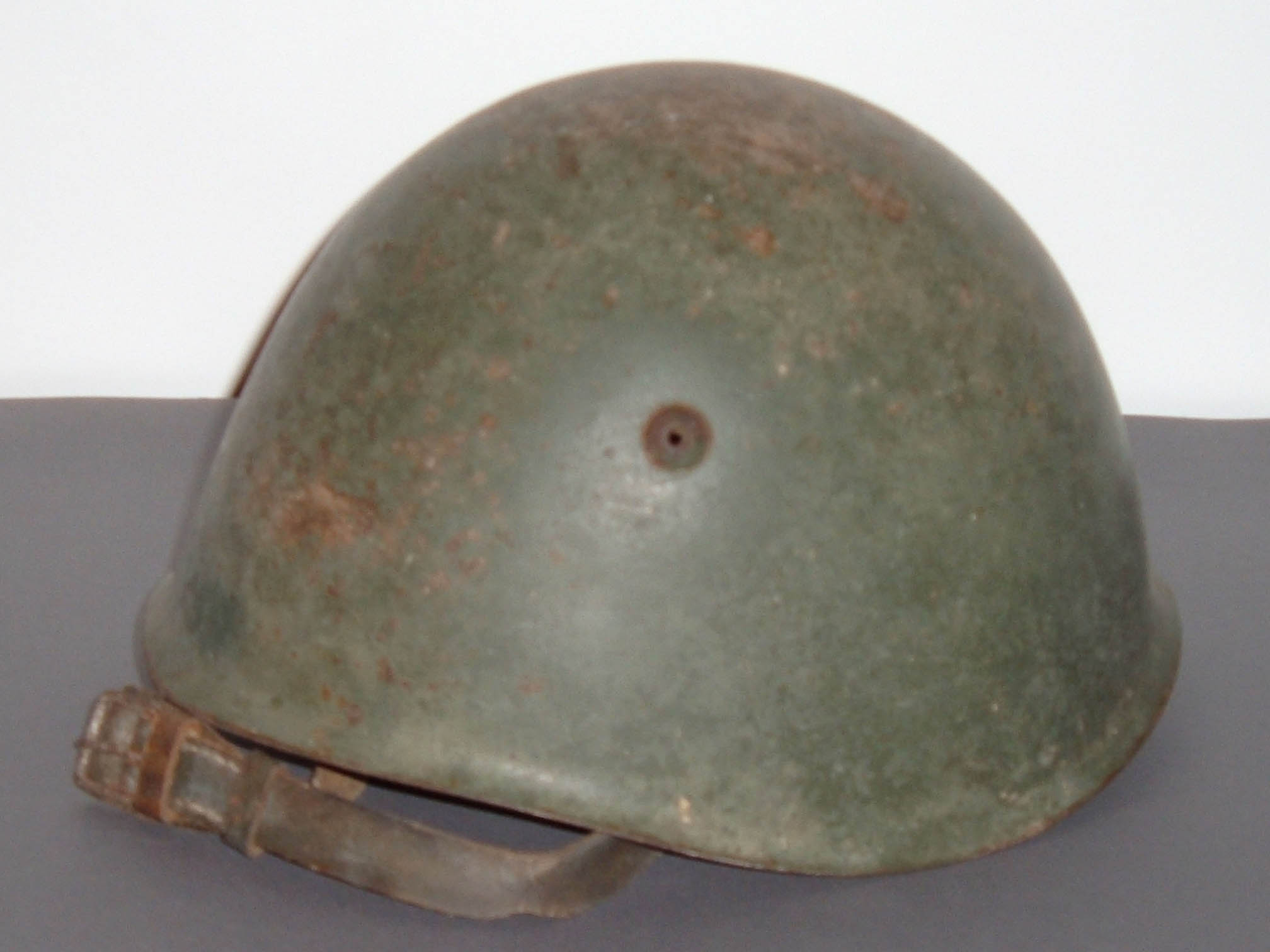
M33

М33 (итал. Elmetto Mod. 33) — пехотная каска (стальной шлем), которая использовалась Итальянской армией в годы Гражданской войны в Испании, Второй мировой войны и позднее.

## История
Первые шлемы (каски Адриана) появились у итальянской королевской армии в конце 1915 года и были заказаны у союзника по Антанте, Франции. Чуть позже, производство аналогичных шлемов началось и в самом Итальянском Королевстве. К началу 30-х годов многие армии, имевшие каски Адриана, начали заменять их на более новые и совершенные модели. Аналогичная работа началась и в Италии. В 1931 году была создана опытная модель М31, которая своим внешним видом напоминала шлем римских легионеров — как дань итальянского фашизма милитаризму и экспансии Древнего Рима. После основательной доработки новый шлем был принят под обозначением М33. Официально для армии этот шлем был введён циркуляром от 29 ноября 1934 года, однако, поставки в армию начались лишь спустя почти три года. Шлем получился достаточно надёжным, простым и эффективным и послужил образцом для некоторых шлемов других армий, в том числе и Красной армии.
М33 имел оригинальную слегка вытянутую впереди форму и довольно мелкие бортики. Внешне он имел определённое сходство с будущим советским шлемом СШ-40. В некоторых источниках указывается, что именно силуэт итальянского шлема как очень удачный и послужил прототипом советского.

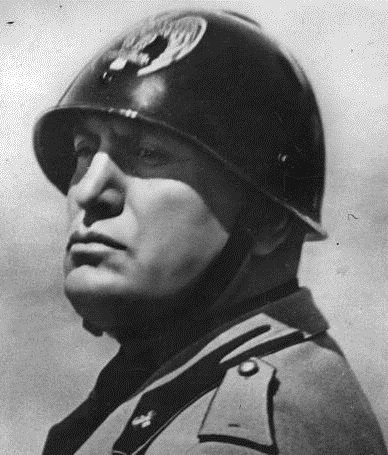
Итальянский диктатор Бенито Муссолини в парадном шлеме M31 черного цвета с имперским орлом

Для М33 использовался сплав никеля и стали. Вес его составлял 1100—1200 грамм, толщина стенок 1,2 мм. Подшлемник изготавливался из цельного куска овечьей кожи, а к концу войны из ткани пропитанной воском. Шлем имел три вентиляционных отверстий, в варианте для Африки четыре. В разное время М33 окрашивались в разные цвета: с 1936 по 1940 годы — серо-зелёный цвет светлого оттенка; с 1940 по 1945 годы — серо-зеленый темного оттенка; с 1947 года — в хаки, а с 50-х годов в оливковый цвет. Для чиновников и полиции использовался чёрный цвет. Использовались и специальные съемные защитные чехлы. На фронтальной части М33 наносились эмблемы родов войск, к которым принадлежали носившие шлем. По старой традиции головные уборы берсальеров, в том числе и шлемы М33 украшались боковым султаном из перьев глухаря или фазана. М33 использовались в итальянской армии вплоть до 1980-х годов, пока не были заменены на шлемы нового типа.

## Экспорт
- Испания — поставлялись в войска Франко во время Гражданской войны 1936-39 годов.
- Финляндия — поставлялись финнам на завершающих этапах Зимней войны. На 25 июня 1941 года итальянских касок М33 было поставлено 30 000 штук[1]
- Греция — более современная модификация, созданная в 1934 году (M1934/39), так и не была востребована в Италии, поэтому все выпущенные шлемы были проданы в 1939 году в Грецию.

Также использовались как трофейная экипировка югославскими партизанами.